# Indicatif régional 505

La carte indique les régions de l'État du Nouveau-Mexique desservies par les indicatifs régionaux 505 et 575.

L'indicatif régional 505 est l'indicatif téléphonique régional qui dessert les régions métropolitaines d'Albuquerque, de Santa Fe, de Farmington et de Gallup dans l'État du Nouveau-Mexique aux États-Unis, c'est-à-dire le centre et le nord-ouest de l'État. 
L'indicatif régional 505 fait partie du Plan de numérotation nord-américain.

## Historique
Cet indicatif date de 1947 et est l'un des indicatifs originaux du Plan de numérotation nord-américain.